# The Cairns Post
The Cairns Post es un periódico de News Corporation en Extremo norte de Queensland, Australia, que sirve exclusivamente al área de Cairns. Tiene cobertura diaria en noticias locales, estatales, nacionales y mundiales, además de una amplia gama de secciones que cubren salud, belleza, automóviles y estilo de vida. The Cairns Post se publica todos los días laborables y una edición de fin de semana que se llama The Weekend Post y se publica los sábados.
Es el negocio más antiguo de Cairns y ha estado operando continuamente durante más de un siglo.

## Historia
Un periódico anterior que también se llamaba The Cairns Post se publicó por primera vez el 10 de mayo de 1883. Fue fundado por Frederick Thomas Wimble. Fue publicado semanalmente hasta 1888 y luego quincenal hasta 1893.
En 2013, The Cairns Post ganó el Premio de la Asociación de Editores de Periódicos del Área del Pacífico (PANPA) al mejor periódico diario regional del año (5-6-7 días) circulación 10 000-25 000. En marzo de 2015, Jennifer Spilsbury fue nombrada editora, convirtiéndose en la primera editora en los 132 años de historia del periódico. Ella reemplazó al editor Andy Van Smeerdijk.

## Digitalización
El documento ha sido digitalizado como parte del Programa de Digitalización de Periódicos de Australia de la Biblioteca Nacional de Australia.  La primera copia digitalizada disponible es de febrero de 1884.